# Philippe Édouard Léon Van Tieghem

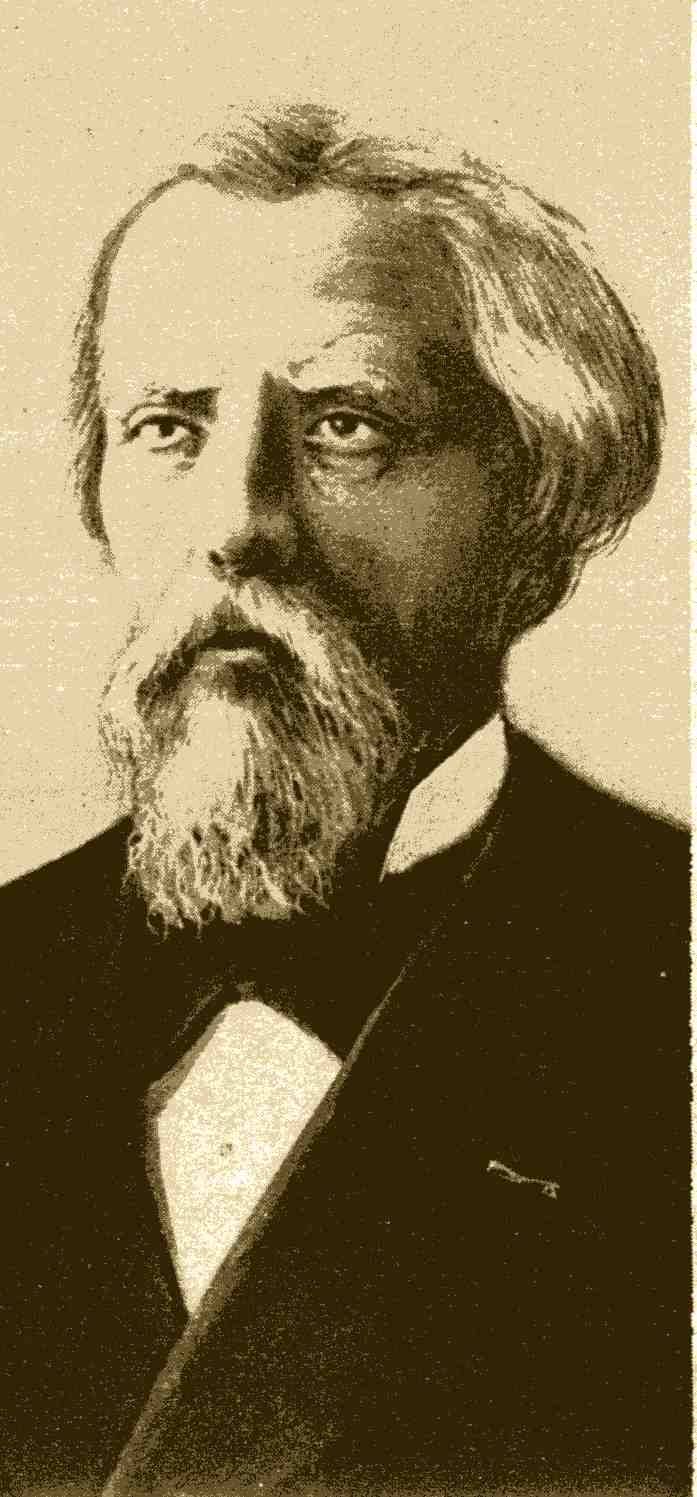
Philippe Édouard Léon Van Tieghem

Philippe Édouard Léon Van Tieghem (19 aprilie, 1839 - 28 aprilie, 1914) a fost un botanist francez născut în localtatea Bailleul din departamentul Nord.
După ce și-a luat bacalaureatul în 1856, el a studiat la Școala Normală Superioară și după ce a obținut recunoașterea a muncit în laboratorul lui Louis Pasteur (1822-1895).